# Ballesters
Ballesters és una masia del municipi de Riner (Solsonès) inclosa en l'Inventari del Patrimoni Arquitectònic de Catalunya.

## Descripció

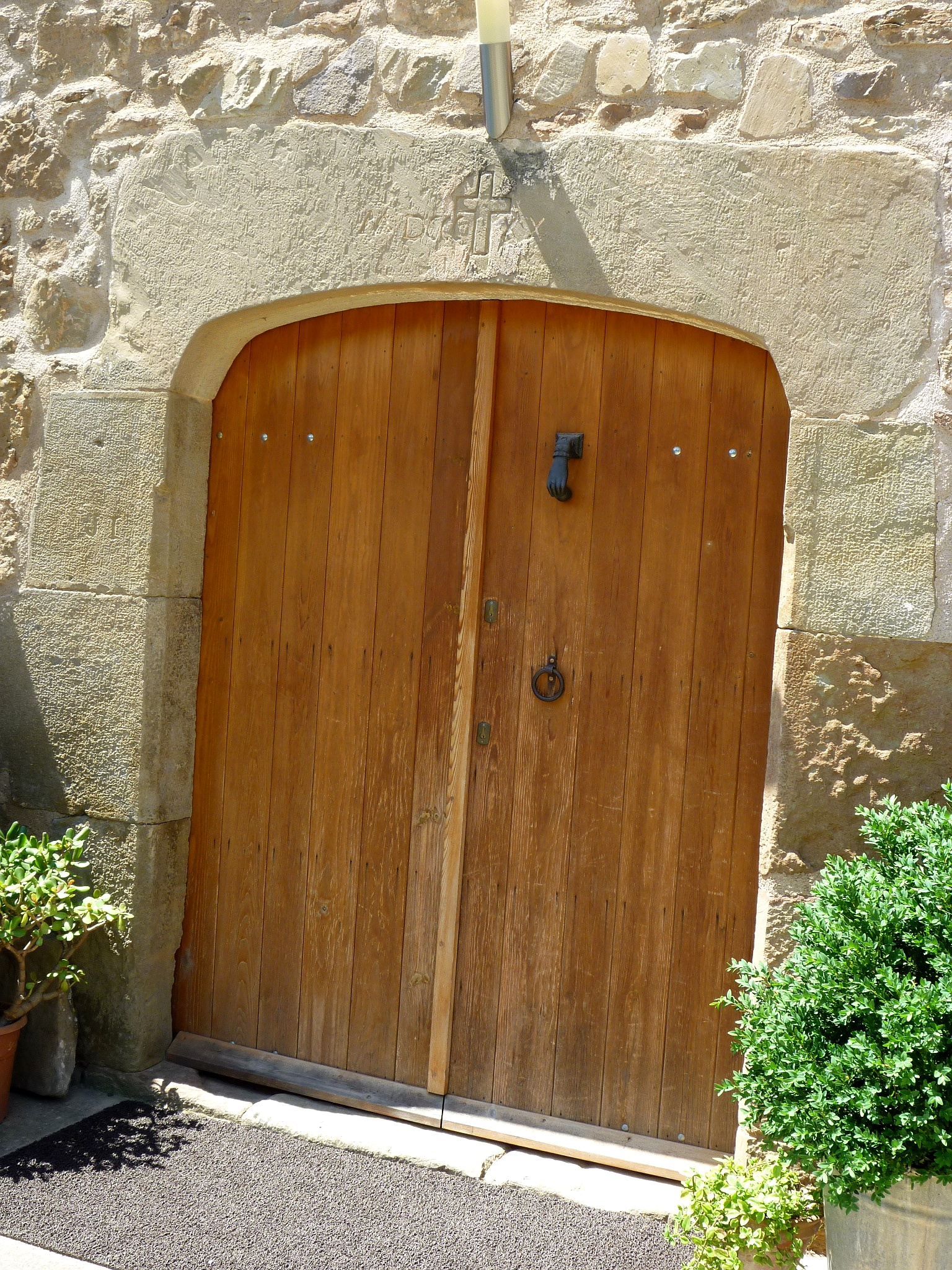
Porta

Masia de planta rectangular, de grans dimensions, i teulada a dos vessants i orientada nord-sud. La porta, a la cara est, és d'arc de mig punt adovellada i la resta d'obertures són balcons i finestres allindades. Entrada amb sòl de pedra i sostres de bigues. Adossats a la casa i al seu entorn hi ha gran quantitat de coberts.

## Història
La situació de la masia, dalt d'un turó que domina la vall, dona a suposar que seria un cos pertanyent al castell de Riner, en el qual hi seria hostatjada una guàrdia de ballesters.
En les publicacions d'en Joan Serra i Vilaró, sobre la Universitat literària de Solsona, surt, l'any 1802, un Fra Lluís Ballester, P. Provincial, possible fill descendent d'aquesta masia.